# William Dittmar
Pour les articles homonymes, voir Dittmar.
William Dittmar ou Wilhelm (né le 15 avril 1833, mort le 9 février 1892) est un chimiste allemand qui a fait carrière en Grande-Bretagne.

## Biographie
Il travaille comme chercheur à l'université de Glasgow lorsqu'est organisée l'expédition océanographique Challenger qui a pour but d'étudier les courants et la distribution des animaux marins. Entre décembre 1872 et mai 1876, la corvette anglaise sillonne les océans sous la direction du capitaine George Nares, avec entre autres à son bord Charles Wyville Thomson, John Murray et Alphonse Renard. Dittmar est chargé d'étudier la composition de l'eau de mer et tire de ses observations la loi de Dittmar.
Professeur de chimie au Technical College de Glasgow (1874) et assistant d'Owens College (Manchester, 1873), il publia deux manuels : Chemical Analysis et Chemical Arithmetic.